# Colonia Ensayo
Colonia Ensayo es una localidad y comuna de 1.ª categoría del distrito Salto del departamento Diamante, en la provincia de Entre Ríos, República Argentina. Se encuentra sobre la ruta provincial número 11 a 3 km al norte de Aldea Brasilera.
La población de la localidad, es decir sin considerar el área rural, era de 45 personas en 1991 y de 85 en 2001. La población de la jurisdicción de la junta de gobierno era de 535 habitantes en 2001.
En 2011 se estaban por ejecutar desagües pluviales para el sector norte de la localidad. El turismo es también una fuente de ingresos por un complejo de piletas que aprovecha la cercanía con el Gran Paraná.
Fue fundada el 20 de enero de 1904 con criollos, italianos y alemanes del Volga. Su nombre proviene de las prácticas de tiro y ensayos militares a comienzos de siglo. 
La junta de gobierno fue creada por decreto 962/1984 MGJE del 28 de marzo de 1984, sus límites jurisdiccionales fueron fijados por decreto 2436/1986 MGJE del 17 de junio de 1986. Los límites de la planta urbana fueron fijados por decreto 2437/1986 MGJE del 17 de junio de 1986, y modificados por decreto 5834/2010 MGJE del 29 de diciembre de 2010.

## Comuna
La reforma de la Constitución de la Provincia de Entre Ríos que entró en vigencia el 1 de noviembre de 2008 dispuso la creación de las comunas, lo que fue reglamentado por la Ley de Comunas n.º 10644, sancionada el 28 de noviembre de 2018 y promulgada el 14 de diciembre de 2018. La ley dispuso que todo centro de población estable que en una superficie de al menos 75 km² contenga entre 700 y 1500 habitantes, constituye una comuna de 1.ª categoría. La Ley de Comunas fue reglamentada por el Poder Ejecutivo provincial mediante el decreto 110/2019 de 12 de febrero de 2019, que declaró el reconocimiento ad referéndum del Poder Legislativo de 34 comunas de 1.ª categoría con efecto a partir del 11 de diciembre de 2019, entre las cuales se halla Colonia Ensayo. La comuna está gobernada por un departamento ejecutivo y por un consejo comunal de 8 miembros, cuyo presidente es a la vez el presidente comunal. Sus primeras autoridades fueron elegidas en las elecciones de 9 de junio de 2019.